# 馬蹄露 (藝人)
馬蹄露，香港女演員，本名梁穎顏，現為無綫電視部頭合約藝人。

## 背景
1988年參加由無綫電視及華星唱片合辦的第七屆新秀歌唱大賽。1989年獲鄭丹瑞羅致，在香港商業二台擔任報告交通情況的唱片騎師，及後參演廣播劇留給最愛的說話, 飾演女主角明明, 後來改藝名為馬蹄露。期間亦為香港電台電視部拍攝過電視節目，例如《性本善》及一些教育電視節目。曾主持亞洲電視節目《銀色速遞》，1991年曾志偉邀請馬蹄露與他主持該台的搞笑節目《曾志偉騷足一晚》，其後兼職於亞洲電視至1992年為止。馬蹄露1996年曾任職新城997電台交通節目監製及唱片騎師。
1996年經曾志偉引薦加入無綫電視，1997年後期加入處境喜劇《真情》劇組，飾演刁蠻大小姐「May May」，演出大獲好評，更將馬蹄露的知名度推往更高峰。而「May May」跳樓自殺的一集（666集），該集接近日高達270萬之多觀眾捧場，當中最高收視一集為43點，平均收視率達40點，打破歷年戲劇及處境劇過往最高收視率，亦成為長達1128集的《真情》最高收視的一集。
1997年，馬蹄露憑籍「May May」一角在台慶頒獎禮《萬千星輝頒獎典禮1997》榮獲「最厭惡角色演繹獎」，此獎項乃無線三十週年台慶特別增設的一個獎項，翌年在《1998年度壹電視大獎》榮獲「好篤眼螢幕情侶」（與鄭子誠一同獲獎）及在《香港電台娛樂滿天星》榮獲「最佳綠葉獎」，成為城中一時佳話。
拍攝《皆大歡喜》飾演宮女主管，把角色一朝飛上枝頭、貪小便宜的形象演得淋漓盡致。2008年劇集《畢打自己人》中飾演李綺琴一角，盡顯老姑婆的內心世界，都有不俗的表現。其後於2009年在《碧血鹽梟》中飾演狡猾姑奶奶胡彩蝶，除了尖酸刻薄更有心酸的一面。
其後在《誰家灶頭無煙火》飾演白玫瑰及《愛·回家》飾演酒保蘇碧，觀人於微，為客人解決問題。她在《今日VIP》訪問中表示，希望將「蘇碧」調酒師一角演得更生動有趣，所以自行學習花式調酒、拋樽，現已獲得調酒師証書。亦透露自小至今還會暈車、船浪，但最終也考得初級潛水牌。馬蹄露亦持電單車駕駛執照。
除了電視劇之外，馬蹄露亦有參與電影及慈善活動，2010年馬蹄露化身成“疑似王菲”和“疑似鄧麗君”，於伊利沙伯體育館舉行《疑似巨星演唱會》中獻唱為「心晴行動」籌款。電影方面，馬蹄露均有參與無綫電視多年的新年賀歲電影如《72家租客》、《我愛HK開心萬歲》及《2012我愛HK 喜上加囍》等。
2015年，她在《鬼同你OT》中飾演的馬美貞「馬尾精」一角深入民心，同時亦憑籍此劇入圍《萬千星輝頒獎典禮2015》最佳女配角，並繼1997年相隔18年後再次於台慶頒獎典禮榮獲獎項提名。
近年還在藝人徐榮開辦的藝術中心，擔任馬賽克導師，更有傳馬蹄露現正學習紋身。

## 個人生活
馬蹄露1995年與大埔原居民Victor張結婚，97年離婚。。後馬蹄露認識到香港交流的外藉大學教授Mark Andrea，曾發展異地戀。又曾與一名德國藉商人拍拖。
藝人兼英語YouTuber的馬米高是其侄兒。

## 部分言論及立場
馬蹄露反對2014年的佔中及支持2019年逃犯條例修訂草案，亦有出席撐警活動，2019年更被示威者襲擊，曾多达一億人关注此事而登上微博熱搜，更得到《人民日報》表揚為「愛國藝人」。

### 反佔中
2014年7月，馬蹄露於Facebook專頁「支持香港警察！」留言表示：「反對佔中，支持警方用有限度武力驅趕示威者！」

### 支持香港警察
2019年6月，時值香港反對逃犯條例修訂草案運動，馬蹄露在6月30日參與「撐警集會」，並於她的facebook發帖留言表示：「香港心，風雨同路，好快便會雨過天晴，由心出發，對事不對人！香港是我家、不可摧毀她 #630撑警隊」清楚明確地表明了自己支持香港警察的立場。她也在網上發文，譴責反逃犯條例示威者並非和平理性行動，還轉載了「齊撐特首林鄭月娥，向反中亂港暴徒說不」的貼文。

### 影射和嘲諷反修例示威者對特區政府的訴求
2019年7月5日，馬蹄露於Facebook發帖以「荒謬笑話」為題表示：「垃圾要求回應、否則圍你：1/爭取垃圾通街有、2/要求撤回垃圾分類、3/撤回定性我係垃圾、4/要求道歉，群眾：去圍垃圾焚化爐啦！」，獲李力持讚好。 

### 旺角街頭被示威者襲擊
2019年10月6日反《禁蒙面法》遊行期間，馬蹄露被指在旺角拍攝示威者破壞中國銀行行為及，遭暴徒搶去手机後與示威者發生爭執，最終馬蹄露嘴角、頭部位血流如注，最後送院縫了十多針。
對於誰先動手，不同媒體各執一詞。採訪马蹄露的澳大利亚《第七频道》记者Robert Ovadia则表示，是马蹄露遭到喷射辣椒面，并被示威者打掉手机，后来才有馬蹄露“出于防卫”的脚踢示威者。但香港《苹果日报》報導，冲突期間是馬蹄露先起腳踢向示威者，之後示威者還擊的假新聞；澳大利亚记者Robert Ovadia稱「我從未看過像在香港所見這般被憤恨武裝的假信息」，他直指《苹果日报》報道偏頗，將影片資料剪輯至看似是馬蹄露先行動手，抹黑馬蹄露，而他亦收到死亡恐嚇的留言。民主派時事評論員傑斯揶揄馬蹄露舉動實為搏取登上央視之機會，咸魚翻身。

### 獲《人民日報》表揚為「愛國藝人」
2019年10月26日，馬蹄露和譚詠麟、余文樂、陳百祥、梁家輝、鍾鎮濤、張明敏、呂頌賢和成龍等人，被《人民日報》微博表揚為「愛國藝人」。

### 和藝人黃湛深就修例風波針鋒相對
2019年10月，海洋公園舉行萬聖節活動《地獄巨星賀台慶》，因內容涉及政治及敏感時事話題，負責節目的導演兼男主角黃湛深最後「被辭演」。另一藝人阮民安表示，所謂敏感內容只是係取笑無綫電視，稍為社會貼地議題。
馬蹄露當時在微博主動猛烈批評海洋公園及有關表演，被指是導致黃湛深「被辭演」的原因。至2020年1月，黃湛深於Facebook表示「當日你篤我灰嘅仇我遲早會報！」，馬蹄露則回應他『黃絲港獨思想』是懦夫，又指不要替他蹭熱度。

### 2019冠狀病毒病期間自誇「嚴重缺貨」
於2019冠狀病毒病事件期間，因政府未有封關及未能確保口罩供應，網上又傳出部分日用品也可能短缺，令港人瘋湧到各大小超市搶購。而馬蹄露亦在其社交平台上，發文自誇自己「嚴重缺貨」，結果引來網民揶揄智商缺貨，又有網民表示寧願得到肺炎、又批評「自以為有幽默感都先看看自己有沒有觀眾緣先」。

### 發布從另一角度看六四事件的新聞
2020年6月馬蹄露在社交媒體張貼一輯六四暴徒相冊，展示坦克車被焚、軍人被圍毆甚至於燒焦的照片，有網民留言批評中共31年前的行為，但馬蹄露則指出是「美國煽動學生攪民主，人民子弟兵活活被燒死」，而加拿大歷史學家卜正民（Timothy Brook）只用一则街谈巷议听说該名被燒死的士兵名為劉國庚，用AK-47向民眾近距離開槍殺了四人在先，結果彈盡時被「私了」以反駁其言論,足以發人深思

### 發表言論支持政府堂食禁令
於2019冠狀病毒病疫情期間，香港政府於2020年7月一度實行堂食禁令，不少市民冒日曬雨淋，需要在酷熱天氣下街邊用膳，做法被市民批評，就連部分親中派政治人物（陳凱欣、蔣麗芸等）也指政府未有考慮市民實質工作情況。不過，馬蹄露於2020年7月30日在社交媒體發表《港人突然矜貴》一文，指港人50年代都會在街邊進食，現時不少藝人也會在街邊進食，指責批評政府的香港人「突然矜貴、為反而反、極度幼稚，罔顧他人利益及生命危險」，甚至用「高官口脗」訓示林鄭月娥及鄭若驊。有網民理論，要求馬蹄露說話不要太刻薄，又解釋很多人平日工作辛苦，只在食飯時候才能休息，享受一回冷氣，但馬蹄露反指責網民散播仇恨。
不過她有反對當時香港政府在大埔龍尾興建海灘

### 支持「守護龍尾」
2012年11月4日，有不少市民前往政府總部抗議政府把龍尾灘改建成人工沙灘，而作為大埔居民的馬蹄露，卻批評著說：「為何政府會勞師動眾，要將沙灘裡──原來有如此多的生物──說去搬屋？我們人搬屋都會亂，對嗎？動物搬屋，是否傻的？」
馬蹄露的有關言論，隨即獲得不少網民的掌聲。

## 演出作品

### 電視劇（亞洲電視）
| 首播   | 劇名             | 角色 |
| 1992年 | 摩登七十二家房客 | -    |

### 電視劇（無綫電視）
| 首播         | 劇名                         | 角色                                 |
| 1997年       | 真情                         | May May                              |
| 1997年       | 天龍八部                     | 慕容王氏                             |
| 1997年       | 迷離檔案                     | 鳳                                   |
| 1997年       | 美味天王                     | 菠菜蓮                               |
| 1997年       | 刑事偵緝檔案III              | Helen（檔案十：幕後玩家）            |
| 1998年       | 聊齋 (貳)之陸判奇談          | 陳嬌娘                               |
| 1998年       | 鹿鼎記                       | 毛東珠                               |
| 1999年       | 鑑證實錄II                   | 胡佩雯（「郭偉成命案」）             |
| 1999年       | 先生貴性                     | May May                              |
| 1999年       | 刑事偵緝檔案IV               | 萬安宜（檔案一：捐贈器官連環殺人案） |
| 1999年       | 全院滿座                     | 杜美蘭                               |
| 1999年       | 反黑先鋒                     | 單解意                               |
| 1999年       | 創世紀                       | 許文英                               |
| 1999年       | 洗冤錄                       | 宋 玲                                |
| 2000年       | 金裝四大才子                 | 夏 香                                |
| 2000年       | 創世紀II天地有情             | 許文英                               |
| 2001年       | 美麗人生                     | LuLu關                               |
| 2001年       | 美味情緣                     | 馬麗娜                               |
| 2001年       | 公私戀事多                   | 陳小媚                               |
| 2001年       | 皆大歡喜                     | 百 合                                |
| 2001年       | 陀槍師姐III                  | 朱少芬（Rita）                       |
| 2001年       | 勇探實錄                     | 朱婉茵                               |
| 2002年       | 談判專家                     | 富妻子                               |
| 2003年       | 美麗在望                     | 天堂特使                             |
| 2004年       | 陀槍師姐IV                   | 朱少芬（Rita）                       |
| 2005年       | 西廂奇緣                     | 何玉蓮                               |
| 2005年       | 情迷黑森林                   | 慕 思                                |
| 2005年       | 開心賓館                     | 張淑嫻                               |
| 2005年       | 奇幻潮                       | 太 太                                |
| 2005年       | 肥婆奶奶扭計媳               | 勞彩虹                               |
| 2005年       | 我的野蠻奶奶                 | 傻 姑                                |
| 2005年       | 翻新大少                     | 章柏枝                               |
| 2006年       | 人生馬戲團                   | 王 燕                                |
| 2006年       | 鳳凰四重奏                   | 溫婉柔                               |
| 2006年       | 心理心裏有個謎               | 李沅芷                               |
| 2007年       | 高朋滿座                     | 項 嫂                                |
| 2007年       | 十兄弟                       | 媒 婆                                |
| 2007年       | 天機算                       | 李麗萍                               |
| 2007年       | 鐵咀銀牙                     | 自梳女大姐                           |
| 2008年       | 原來愛上賊                   | 陸定虹                               |
| 2008年       | 師奶股神                     | 范陳麗春                             |
| 2008年       | 甜言蜜語                     | 鞏慧喬                               |
| 2008年       | 當狗愛上貓                   | Sally                                |
| 2008年       | 珠光寶氣                     | Candy                                |
| 2009年       | 碧血鹽梟                     | 胡彩蝶                               |
| 2009年       | 美麗高解像                   | 夏 冰（Ice姐）                       |
| 2009年       | 畢打自己人                   | 李綺琴                               |
| 2010年       | 情人眼裏高一D                | 靚 姐                                |
| 2010年       | 老公萬歲                     | 眉醫生                               |
| 2010年       | 飛女正傳                     | 貴 婦                                |
| 2011年       | 依家有喜                     | 徐 太                                |
| 2011年       | 誰家灶頭無煙火               | 白玫瑰（Rose）                       |
| 2011年       | 法證先鋒III                  | 陳文娟                               |
| 2012至2013年 | 愛·回家 (第一輯)             | 蘇 碧                                |
| 2012年       | 衝呀！瘦薪兵團               | 簡絲絲（Francis）                    |
| 2012年       | 怒火街頭2                    | Beauty                               |
| 2013年       | 初五啟市錄                   | 沈佳宜                               |
| 2013年       | 熟男有惑                     | 陸芬妮（Fanny）                      |
| 2013年       | 巨輪                         | 孔 太                                |
| 2014年       | 點金勝手                     | 朱嬌嬋                               |
| 2014年       | 醋娘子                       | 馬大娘                               |
| 2014年       | 宦海奇官                     | 何秀儀                               |
| 2015年       | 天眼                         | 朱露絲                               |
| 2015年       | 鬼同你OT                     | 馬美貞                               |
| 2015年       | 拆局專家                     | 朱李燕                               |
| 2016年       | 鐵馬戰車                     | 蘇 珊（Susan）                       |
| 2016年       | 愛·回家 (第二輯)             | 屠三姐                               |
| 2016年       | 廉政行動2016（單元一）       | 李明娟                               |
| 2016年       | 火線下的江湖大佬             | 洪 琪                                |
| 2016年       | 愛·回家之八時入席            | 伍 嬌                                |
| 2016年       | 純熟意外                     | Helen                                |
| 2016年       | 一屋老友記                   | 雪 姐                                |
| 2016年       | 來自喵喵星的妳               | 崔瑞貞                               |
| 2016年       | 幕後玩家                     | 八 太                                |
| 2016年       | 流氓皇帝                     | 自摸奶奶                             |
| 2016年       | 巾幗梟雄之諜血長天           | 武田麻里                             |
| 2017年       | 財神駕到                     | 班 芬                                |
| 2017年       | 親親我好媽                   | 佳 母                                |
| 2017年       | 蘭花刼                       | 韓 環                                |
| 2017年       | 燦爛的外母                   | 跳樓女子                             |
| 2017年       | 雜警奇兵                     | 麗                                   |
| 2017至2019年 | 愛·回家之開心速遞            | 司徒獨孤明珠                         |
| 2018年       | 誇世代                       | 老闆娘                               |
| 2018年       | 三個女人一個「因」（足本版） | 勞美隆大律師事務所接待員             |
| 2018年       | 翻生武林                     | 艾 雪                                |
| 2018年       | 果欄中的江湖大嫂             | 婷 姐                                |
| 2018年       | BB來了                       | 姨 媽                                |
| 2018年       | 是咁的，法官閣下             | 馬 官                                |
| 2018年       | 大帥哥                       | 朱 姝                                |
| 2019年       | 多功能老婆                   | 高師奶                               |
| 2020年       | 堅離地愛堅離地               | 乘 客                                |
| 2021年       | 伙記辦大事                   | 馬冠嵐                               |

### 電影
| 年代   | 片名                 | 角色       |
| 1993年 | 芝士火腿             |            |
| 1993年 | 黄蜂尾後針           |            |
| 1998年 | 超級整蠱霸王         |            |
| 1998年 | 行運秘笈             |            |
| 1998年 | 夜半無人屍語時       |            |
| 1998年 | 偉哥的故事           |            |
| 1998年 | 對不起，隊冧妳       |            |
| 2010年 | 72家租客             | 電話店員工 |
| 2011年 | 我愛HK開心萬歲       | 波菜蓮     |
| 2012年 | 2012我愛香港喜上加囍 | 超市員工   |
| 2013年 | 盲探                 | 賭客       |
| 2013年 | 2013我愛HK 恭喜發財  | 波菜蓮     |
| 2015年 | 男極探射燈           |            |

### 主持節目（亞洲電視）
| 年代   | 節目           |
| 1991年 | 曾志偉騷足一晚 |

### 綜藝節目（無綫電視）
| 年份   | 節目                | 性質                       |
| 2012年 | 今日VIP             | 嘉賓（9月11日）            |
| 2012年 | 玩轉三周1/2         | 嘉賓                       |
| 2015年 | 超強選擇1分鐘       | 嘉賓（第2集）              |
| 2016年 | Sunday好戲王        | 嘉賓（第4集）              |
| 2016年 | 男人食堂            | 嘉賓（第8集）              |
| 2016年 | 一綫娛樂            | 嘉賓（與《鐵馬戰車》演員） |
| 2016年 | Do姐有問題          | 嘉賓（第22集）             |
| 2016年 | J2靚聲王            | 嘉賓（5月15日）            |
| 2016年 | 我愛香港            | 嘉賓（10月30日）           |
| 2016年 | 萬千星輝賀台慶2016  | 「盛女三條Queen」表演      |
| 2017年 | 最緊要好好玩 消暑版 |                            |

## 音樂作品

### 流行曲
- 1989年《世界不會到末日》 - 與黃志淙、盧玉鳳合唱
- 2014年《Lady Gaga》（曲/詞：韋然）
- 2016年《伊人當自強》 - 與樊亦敏、康華合唱（曲：徐洛鏘，詞：MastaMic）

### 兒歌
- 《小小西遊記》（曲/詞：韋然）
- 《For a better world》（曲/詞：韋然）

### 演唱會
- 2010年：心晴行動慈善《疑似巨星演唱會》
- 2016年 7月：荃灣大會堂《卡啦騷》個人演唱會
- 2017年 2月：屯門大會堂 《馬蹄露響屯門》個人演唱會
- 2018年 3月：新加坡《老友記歡樂年年演唱會》

### 舞臺劇
- 1998年：耀永娱樂製作《真情舞台劇》
- 2015年：慈善籌款 《有限人生無限愛》舞台劇
- 春天舞臺《彩色青春A-Go Go》舞台劇

## 廣告及代言
- 1996年 大家樂
- 1999年 Fortolin
- 2016年 黑人牙膏/黑人炭牙刷
- 2017年 錢家有道

## 曾獲獎項及提名

### 萬千星輝賀台慶 / 萬千星輝頒獎典禮
| 年份   | 頒 獎 典 禮            | 獎項               | 劇集     | 角色   | 結果 |
| ------ | ---------------------- | ------------------ | -------- | ------ | ---- |
| 1997年 | 1997年度萬千星輝賀台慶 | 最厭惡角色演繹大獎 | 真情     | 歸亞美 | 獲獎 |
| 2015年 | 萬千星輝頒獎典禮2015   | 最佳女配角         | 鬼同你OT | 馬美貞 | 提名 |

### 壹電視大獎
| 年份   | 頒 獎 典 禮      | 獎項                                    | 結果 |
| ------ | ---------------- | --------------------------------------- | ---- |
| 1998年 | 1998年壹電視大獎 | 好篤眼螢幕情侶（真情 - 馬蹄露、鄭子誠） | 獲獎 |

### 香港電台
| 年份   | 頒 獎 典 禮        | 獎項                 | 結果 |
| ------ | ------------------ | -------------------- | ---- |
| 1998年 | 香港電台娛樂滿天星 | 最佳綠葉獎（馬蹄露） | 獲獎 |

## 外部連結
- 馬蹄露的新浪微博
- 馬蹄露的Instagram帳戶
- 馬蹄露在香港影庫上的簡介